# Arbetsrätt i USA

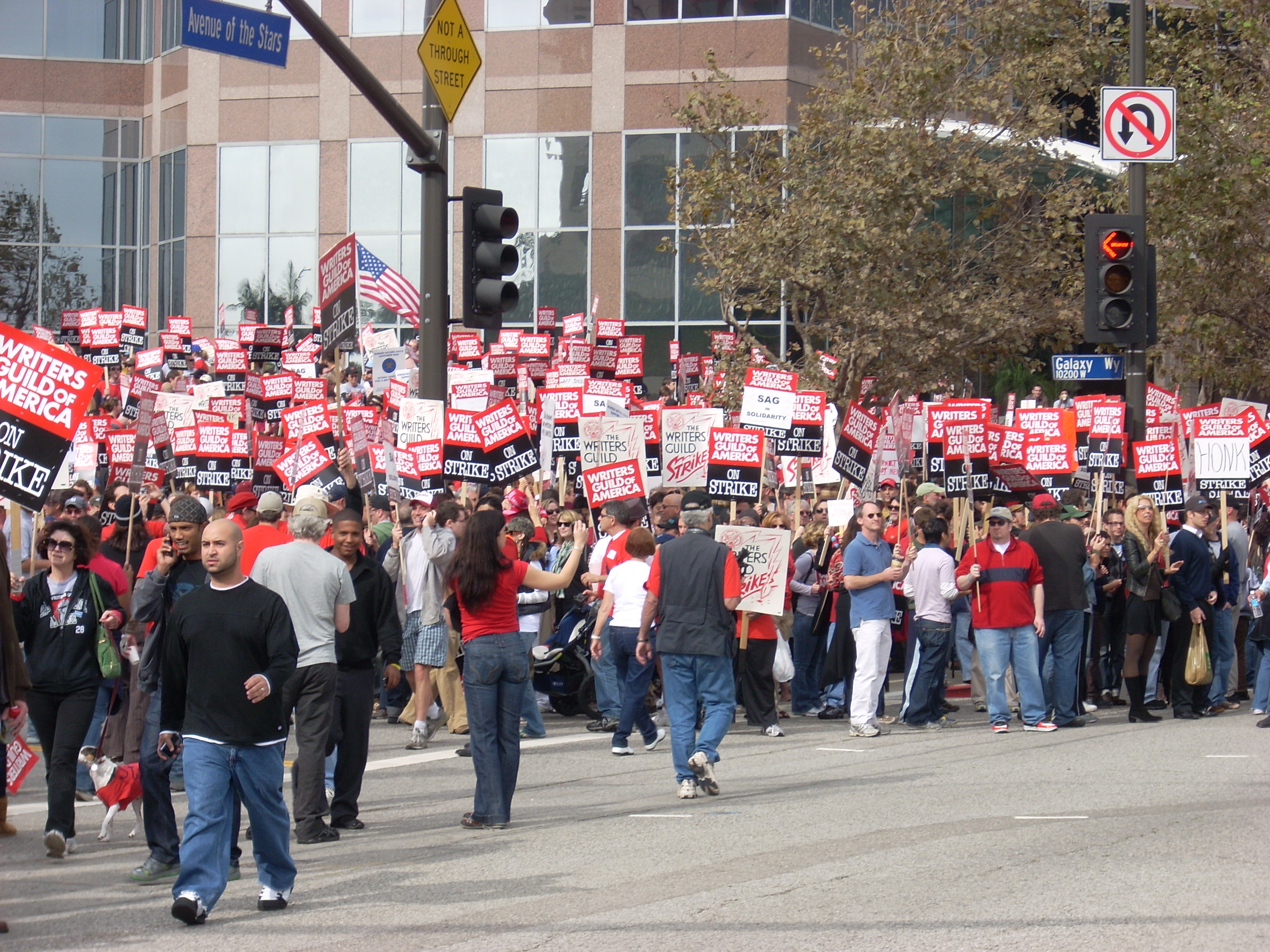
Medlemmar från Writers' Guild of America i strejk mot försämrade arbetsvillkor år 2007.

Amerikansk arbetsrätt består av ett antal delstatliga och federala lagar. Den federala lagstiftningen utgör grunden för fackliga rättigheter i den privata sektorn, och åsidosätter delstatlig och lokal lagstiftning inom området. Den federala lagstiftningen erkänner även vissa begränsade rättigheter för anställda inom den federala regeringen. Dessa federala lagar gäller dock inte anställda inom delstatsregeringarna, jordbruksarbetare eller hushållsarbetare; dessa gruppers rättigheter regleras av delstatlig lagstiftning.
Blandningen mellan federal och delstatlig lagstiftning är ännu påtagligaer vad gäller löner och arbetsmiljö. Den federala lagstiftningen reglerar minimilön och övertidsbestämmelser för de flesta arbetstagare inom privat och offentlig sektor; delstaterna kan därutöver stifta om generösare förhållanden. På liknande sätt reglerar federal lagstiftning säkerheten på arbetsplatsen, men delstaterna kan överta det ansvaret och lagstifta om mer detaljerade föreskrifter.
Både federal och delstatlig lagstiftning innehåller regler mot diskriminering i anställningssituationen. Dessa två lagsystem överlappar varandra inom de flesta områden; till exempel tillåter federal lag delstaterna att stifta lagar mot diskriminering grundat på etnisk tillhörighet, kön, religion, nationalitet och ålder så länge som dessa lagar inte underskrider det skydd som den federala lagen erbjuder. Den federala lagen föregriper dock all eventuell delstatlig lagstiftning gällande rätten till pension och dylika förmåner samt skyddet för arbetstagare att hävda dessa rättigheter. USA har inte ratificerat ILO:s konvention 87 om föreningsfrihet och skydd för organisationsrätten eller konvention 98 om principerna för organisationsrätten och den kollektiva förhandlingsrätten.

## Historia

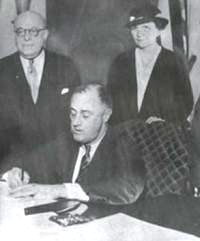
President Franklin D. Roosevelt skriver under National Labor Relations Act år 1934. I bakgrunden syns arbetsminister Frances Perkins (höger)

Anställningsförhållandet har i USA historiskt sett präglats av så kallad at-will employment som innebär att det kan upplösas av endera parten när som helst utan att man behöver uppge någon anledning, så länge som det inte finns något kontrakt som uttryckligen säger annorlunda. Detta gäller fortfarande i de flesta delstater. Med början år 1941 har emellertid en rad lagar stiftats mot vissa former av diskriminerande grunder för uppsägning. I de flesta delstater kan alltså arbetsgivaren som regel säga upp anställda av vilken anledning som helst, så länge som anledningen inte är olaglig.
År 1941 stiftades den första lagen mot diskriminering på grund av etnisk tillhörighet med Executive Order 8802 (eller Fair Employment Act). Den gällde dock endast anställda inom försvarsindustrin. Bland senare lagar återfinns sjunde avsnittet i 1964 års Civil Rights Act, första avsnittet i Americans with Disabilities Act of 1990, Family and Medical Leave Act of 1993, och ett antal delstatliga lagar med ytterligare skydd. Fair Labor Standards Act reglerar minimilöner och övertidsersättning för vissa kategorier av anställda som arbetar över 40 timmar i veckan. Den anställde måste arbeta över två timmar om dagen. Diskrimineringsärenden vid anställningssituationen regleras av Equal Employment Opportunity Commission (EEOC) som är en federal kommitté ansvarig för efterlevandet av antidiskrimineringslagar. Arbetsrättsfall behandlas av delstatliga eller federala domstolar beroende på ärendet, företagets storlek (1964 års Civil Rights Act gäller till exempel endast för arbetsgivare med minst 15 anställda) och kärandens juridiska strategi.
Två viktiga domslut i amerikansk arbetsrättshistoria var:
- Commonwealth v. Pullis (1806) som slog fast att fackföreningar är kriminella sammansvärjningar, och
- Commonwealth v. Hunt (1842) som avfärdade Pullis och slog fast att fackföreningar inte nödvändigtvis är kriminella.

## Fackföreningar
Lagen Sherman Antitrust Act (1890) innebar att fackföreningar blev olagliga i USA, men med avsnitt sex i Clayton Antitrust Act (1914) blev de lagliga igen. 
National Labor Relations Act ("Wagner Act") från 1935 tillerkände arbetstagare rätten att låta sig representeras av en fackförening och gjorde det olagligt för arbetsgivare att diskriminera anställda på grund av facktillhörighet, att vidta åtgärder mot anställda som deltar i fackliga stridsåtgärder och att vägra förhandla med fackföreningen som representerar de anställda på företaget.